# Henri-Pie de Bourbon
Henri-Pie Marie de Bourbon le 3 octobre 1848 à Toulouse, mort le 12 juillet 1894 en mer Rouge, est un membre de la maison de Bourbon d’Espagne et fut à partir de 1882 le 2e duc de Séville.

## Biographie
Fils aîné d'Henri de Bourbon, infant d’Espagne, et d'Elena de Castellví y Shelly, il naît à Toulouse pendant le premier exil de son père.

Lieutenant-colonel de cavalerie, gouverneur de Tayabas aux Philippines, il sera également exilé pour avoir critiqué la régente (1889).

Il meurt à bord du vapeur Montevideo des suites d'une maladie contractée aux colonies, alors qu’il revenait en Espagne.

## Décorations
- Chevalier de l'ordre de Saint-Hubert (Bavière).

## Épouse et descendance
Il épouse, le 1er avril 1871 à Madrid, Joséphine Parade (12 avril 1840, Argelès-Gazost, Hautes-Pyrénées - 20 octobre 1939, Madrid), dont il a 3 enfants :
- Marie-Louise (es)[2] (1868-1949), 3e duchesse de Séville (1895-1919), épouse de Juan de Monclús y Cabañellas[3] (1862-1918). Devenue veuve et sans descendance, elle renonce sous la pression de sa mère (la princesse Joséphine de Bourbon, duchesse douairière de Séville) au titre ducal en 1919 en faveur de sa plus jeune sœur (certains auteurs émettent l'hypothèse que la princesse Joséphine ne fût pas sa mère, et que Marie-Louise fût une fille naturelle du prince Henri-Pie, voire un enfant adopté).
- Marthe (1880-1928), sans alliance
- Henriette (1885-1967)[4], 4e duchesse de Séville (1919-1967), épouse de son cousin germain François de Paule de Bourbon (1882-1952)